# 원더나인
원더나인(1THE9)은 대한민국의 9인조 보이그룹으로, MBC 서바이벌 프로그램 언더나인틴 최종 9인으로 결성된 그룹이다. 그룹명은 놀라운 9명의 소년, 아이돌로서 하나가 된 9명 예비돌이라는 뜻이다.팬덤이름은 원더랜드이다.
2019년 4월 13일 데뷔하였으며, 2020년 8월 15일 음악중심과 팬사인회를 마지막으로 해체했다.

## 이전 구성원
| 이름   | 소개 |
| ------ | --- |
| 유용하 | - 이름 : 유용하 - 생년월일 : 1999년 1월 11일(26세) - 소속사 : 위 엔터테인먼트 - 소속그룹 : 위아이 - 활동기간 : 2019년 ~ 2020년               |
| LOUIS  | - 본명 : 김태우 - 생년월일 : 1999년 4월 23일(26세) - 소속사 : DS엔터테인먼트 - 소속그룹 : 블랭키 - 활동기간 : 2019년 ~ 2020년                |
| ONLEE  | - 본명 : 이승환 - 생년월일 : 2000년 5월 20일(24세) - 소속사 : 인연엔터테인먼트 - 관련활동 : 가수, 배우로 활동 - 활동기간 : 2019년 ~ 2020년   |
| 예찬   | - 본명 : 신예찬 - 생년월일 : 2001년 5월 14일(23세) - 소속사 : 아이피큐 - 소속그룹 : 오메가엑스 - 활동기간 : 2019년 ~ 2020년                  |
| 김준서 | - 이름 : 김준서 - 생년월일 : 2001년 11월 20일(23세) - 소속사 : 위 엔터테인먼트 - 소속그룹 : 위아이 - 활동기간 : 2019년 ~ 2020년              |
| 전도염 | - 이름 : 전도염 - 생년월일 : 2002년 2월 21일(23세) - 소속사 : 블루닷엔터테인먼트 - 소속그룹: JUST B - 활동기간 : 2019년 ~ 2020년             |
| 정진성 | - 이름 : 정진성 - 생년월일 : 2002년 3월 30일(23세) - 소속사 : 무소속 - 활동기간 : 2019년 ~ 2020년                                            |
| 정택현 | - 이름 : 정택현 - 생년월일 : 2003년 7월 28일(21세) - 소속사 : 매니지먼트 에어 - 관련활동 : 배우로 활동 - 활동기간 : 2019년 ~ 2020년          |
| 원     | - 본명 : 박성원 - 생년월일 : 2003년 12월 18일(21세) - 소속사 : 무소속 - 관련활동 : 과거 보이 그룹 싸이퍼로 활동 - 활동기간 : 2019년 ~ 2020년 |

## 음반

### 미니 앨범
- 2019년 4월 13일 : XIX
- 2019년 10월 17일 : Blah Blah
- 2020년 7월 16일 : Turn Over
- 2020년 8월 5일 : Good Bye 1THE9

## 음반 외 활동

### 예능 프로그램
- 2019년 2월 16일 MBC 쇼 음악중심 (데뷔 전)
- 2019년 3월 22일 ~ 2019년 4월 12일 MBC 리얼리티 원더랜드
- 2019년 4월 17일 MBC every1 주간 아이돌 시즌3
- 2019년 9월 12일 ~ 2019년 9월 13일 MBC 아이돌 육상 선수권 대회
- 2019년 11월 3일 ~ 2019년 11월 15일 MBC 복면가왕 (이승환, 전도염)
- 2019년 12월 15일 ~ 2019년 12월 22일 MBC 복면가왕 (이승환)

### 라디오
- 2019년 2월 11일 MBC 표준FM 아이돌 라디오
- 2019년 2월 14일 MBC FM4U 김신영의 정오의 희망곡
- 2019년 4월 5일 MBC 표준FM 아이돌 라디오 - (전도염)
- 2019년 4월 15일 MBC 표준FM 아이돌 라디오
- 2019년 4월 22일 MBC 표준FM 아이돌 라디오
- 2019년 5월 3일 MBC 표준FM 아이돌 라디오 - (박성원)
- 2019년 5월 14일 MBC 표준FM 아이돌 라디오 - (정진성, 유용하, 김태우)
- 2019년 5월 24일 MBC 표준FM 아이돌 라디오 - (김태우)
- 2019년 7월 19일 MBC 표준FM 아이돌 라디오 - (김준서)
- 2019년 8월 9일 MBC 표준FM 아이돌 라디오 - (김태우)
- 2019년 8월 30일 MBC 표준FM 아이돌 라디오 - (유용하)
- 2019년 10월 30일 MBC 표준FM 아이돌 라디오
- 2019년 11월 15일 MBC 표준FM 아이돌 라디오 - (김태우)
- 2020년 7월 20일 MBC 표준FM 아이돌 라디오
- 2020년 7월 26일 MBC 표준FM 아이돌 라디오